# Барилла, Паоло
Па́оло Бари́лла (итал. Paolo Barilla, 20 апреля 1961, Милан) — итальянский автогонщик, участник чемпионата мира по автогонкам в классе Формула-1, победитель 24 часов Ле-Мана (1985). Один из топ-менеджеров компании Barilla.

## Биография
Паоло Барилла происходит из семьи, владеющей итальянской компанией Barilla по производству пасты (макарон). В 1970-х годах занимался картингом, в начале 1980-х годов перешёл в гонки формул. С 1983 по 1988 год выступал в гонках спортивных автомобилей, выиграл гонку «24 часа Ле-Мана» 1985 года за рулём автомобиля Porsche. С 1987 года также участвовал в гонках Формулы-3000. В 1989-1990 годах выступал в чемпионате мира Формулы-1 в команде Minardi, очков не набрал. Позже ушёл из гонок и занялся бизнесом.

## Результаты гонок в Формуле-1
| Легенда к таблице |                                                                    |
| --- | ------------------------------------------------------------------ |
| В таблице перечислены результаты всех Гран-при Формулы-1, в которых принимал участие гонщик. Строками таблицы являются сезоны, столбцами — этапы чемпионата мира. В каждой клетке указаны сокращённое название этапа и результат, дополнительно обозначенный цветом. Расшифровка обозначений и цветов представлена в нижеследующей таблице. |                                                                    |
| \| Пример \| Описание \| \| ------------ \| ------------------------------------------------------------------ \| \| 1 \| Победитель \| \| 2 \| Второе место \| \| 3 \| Третье место \| \| 5 \| Финишировал, заработав очки \| \| Сход \| Не финишировал, но при этом заработал очки \| \| 12 \| Финишировал, не получив очков \| \| НКЛ \| Финишировал, но не попал в финальную классификацию \| \| 15 \| Участвовал вне зачёта, либо по отдельной классификации \| \| 18 \| Не финишировал, но попал в финальную классификацию \| \| Сход \| Не финишировал \| \| НКВ \| Не прошёл квалификацию \| \| НПКВ \| Не прошёл предквалификацию \| \| ДСК \| Дисквалифицирован \| \| ИСК \| Исключён из протокола соревнований \| \| ТТ \| Заявлен для участия только в тренировках \| \| НС \| Участвовал в квалификации, но не стартовал в гонке \| \| Т \| Травмирован или болен \| \| ОТК \| Отказ от участия \| \| НТР \| Прибыл на соревнования, но на трассу не выезжал \| \| НПР \| Был заявлен в числе участников, но не прибыл к началу соревнований \| \| О \| Соревнования отменены \| \| \| Не участвовал \| \| Поул-позиция \| \| \| Быстрый круг \| \| |                                                                    |
| Пример | Описание                                                           |
| 1 | Победитель                                                         |
| 2 | Второе место                                                       |
| 3 | Третье место                                                       |
| 5 | Финишировал, заработав очки                                        |
| Сход | Не финишировал, но при этом заработал очки                         |
| 12 | Финишировал, не получив очков                                      |
| НКЛ | Финишировал, но не попал в финальную классификацию                 |
| 15 | Участвовал вне зачёта, либо по отдельной классификации             |
| 18 | Не финишировал, но попал в финальную классификацию                 |
| Сход | Не финишировал                                                     |
| НКВ | Не прошёл квалификацию                                             |
| НПКВ | Не прошёл предквалификацию                                         |
| ДСК | Дисквалифицирован                                                  |
| ИСК | Исключён из протокола соревнований                                 |
| ТТ | Заявлен для участия только в тренировках                           |
| НС | Участвовал в квалификации, но не стартовал в гонке                 |
| Т | Травмирован или болен                                              |
| ОТК | Отказ от участия                                                   |
| НТР | Прибыл на соревнования, но на трассу не выезжал                    |
| НПР | Был заявлен в числе участников, но не прибыл к началу соревнований |
| О | Соревнования отменены                                              |
| | Не участвовал                                                      |
| Поул-позиция |                                                                    |
| Быстрый круг |                                                                    |

| Сезон | Команда | Шасси        | Двигатель | Ш | 1        | 2        | 3      | 4        | 5       | 6      | 7       | 8      | 9       | 10     | 11       | 12      | 13      | 14      | 15       | 16  | Место | Очки |
| ----- | ------- | ------------ | --------- | - | -------- | -------- | ------ | -------- | ------- | ------ | ------- | ------ | ------- | ------ | -------- | ------- | ------- | ------- | -------- | --- | ----- | ---- |
| 1989  | Minardi | Minardi M189 | Cosworth  | P | БРА      | САН      | МОН    | МЕК      | США     | КАН    | ФРА     | ВЕЛ    | ГЕР     | ВЕН    | БЕЛ      | ИТА     | ПОР     | ИСП     | ЯПО Сход | АВС | -     | 0    |
| 1990  | Minardi | Minardi M189 | Cosworth  | P | США Сход | БРА Сход |        |          |         |        |         |        |         |        |          |         |         |         |          |     | -     | 0    |
| 1990  | Minardi | Minardi M190 | Cosworth  | P |          |          | САН 11 | МОН Сход | КАН НКВ | МЕК 14 | ФРА НКВ | ВЕЛ 12 | ГЕР НКВ | ВЕН 15 | БЕЛ Сход | ИТА НКВ | ПОР НКВ | ИСП НКВ | ЯПО      | АВС | -     | 0    |